# Glenea taeniata
Glenea taeniata är en skalbaggsart som beskrevs av Thomson 1860. Glenea taeniata ingår i släktet Glenea och familjen långhorningar. Inga underarter finns listade i Catalogue of Life.